# Divergens evolúció
A divergens evolúció az az evolúciós változási folyamat, melyet a közös evolúciós eredettel rendelkező élőlények jellegeinek széttartó fejlődése jellemez. A divergens fejlődés okai között szerepel a populációk szétválása, új környezetbe való migrációja, a környezeti feltételek megváltozása, a nagyméretű kihalási események okozta ökológiai vákuum feltöltése.
Az emberi kar, a denevérek szárnya, a és delfinek uszonya, a lovak patája közös evolúciós eredettel rendelkezik, azonban a különböző életmódhoz való alkalmazkodás folyamán eltérő fejlődési utat jártak be.